# ヴァーセッタ経
『ヴァーセッタ経』（ヴァーセッタきょう、巴: Vāseṭṭha-sutta, ヴァーセッタ・スッタ）とは、パーリ仏典経蔵中部に収録されている第98経。『婆私吒経』（ばしたくきょう）とも。
釈迦が、婆羅門ヴァーセッタ（婆私吒）等に仏法を説く。

## 構成

### 登場人物
- 釈迦
- ヴァーセッタ（婆私吒） --- 婆羅門
- バーラドヴァーシャ --- 婆羅門

### 場面設定
ある時、釈迦はコーサラ国のイッチャーナンガラ村に滞在していた。
その村の若い婆羅門であるヴァーセッタ（婆私吒）とバーラドヴァーシャは、真の婆羅門は家柄に依るのか、生き方に依るのか議論するが決着つかず、釈迦の意見を求めて訪ねる。
釈迦は人間には生まれつき差異が無いこと、そして真の婆羅門（賢者）たる条件を挙げていく。
2人は法悦し、三宝への帰依を誓う。

## 日本語訳
- 『南伝大蔵経・経蔵・中部経典3』（第11巻上） 大蔵出版
- 『パーリ仏典 中部（マッジマニカーヤ）中分五十経篇II』 片山一良訳 大蔵出版
- 『原始仏典 中部経典3』（第6巻） 中村元監修 春秋社